# Martin Esajas
Martin Esajas (Paramaribo, 15 novembre 1962) è un ex cestista olandese.

## Carriera
Con i Paesi Bassi ha disputato i Campionati europei del 1985.